# Roseraie de Berne

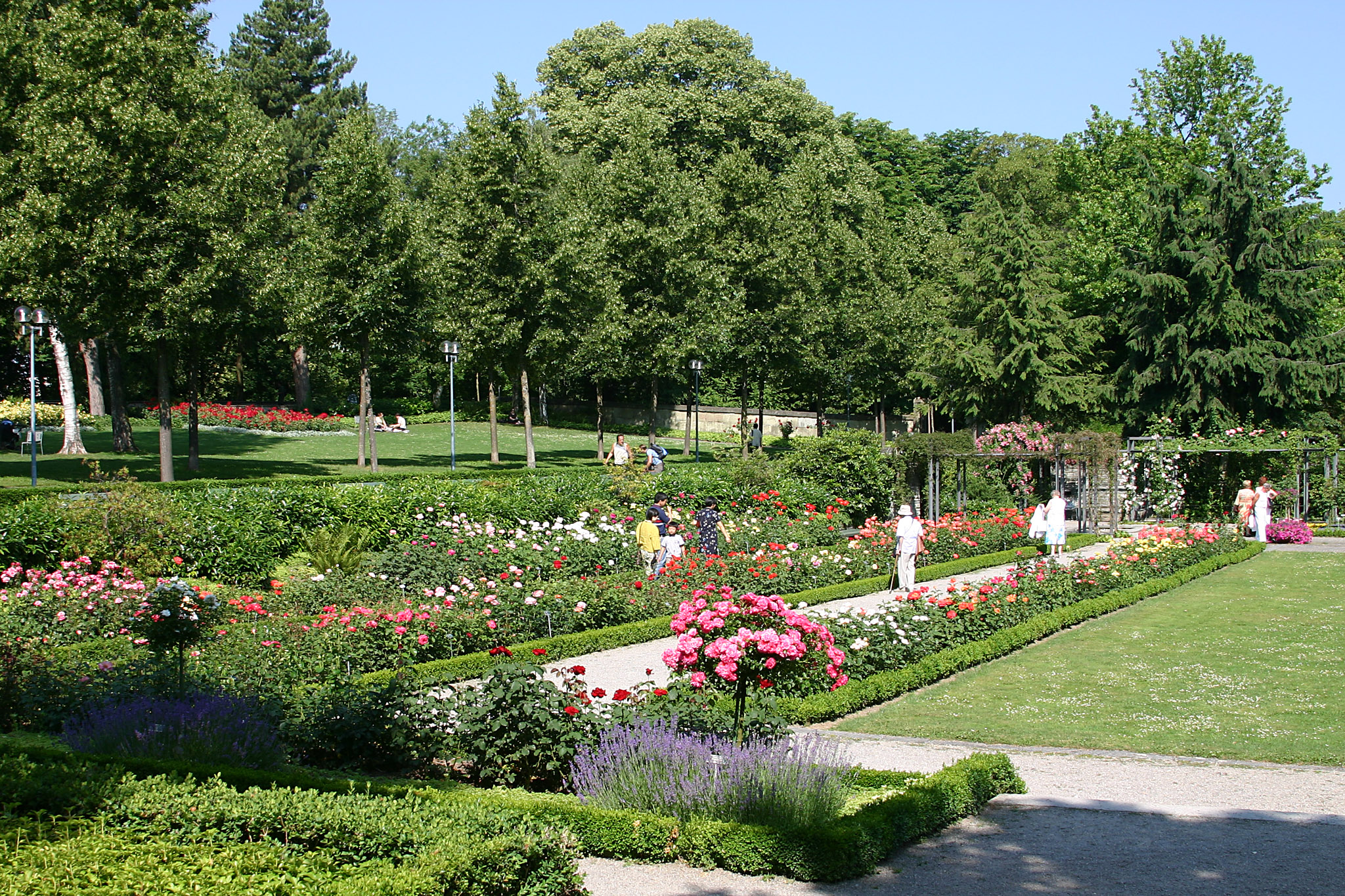
Vue de la roseraie de Berne.

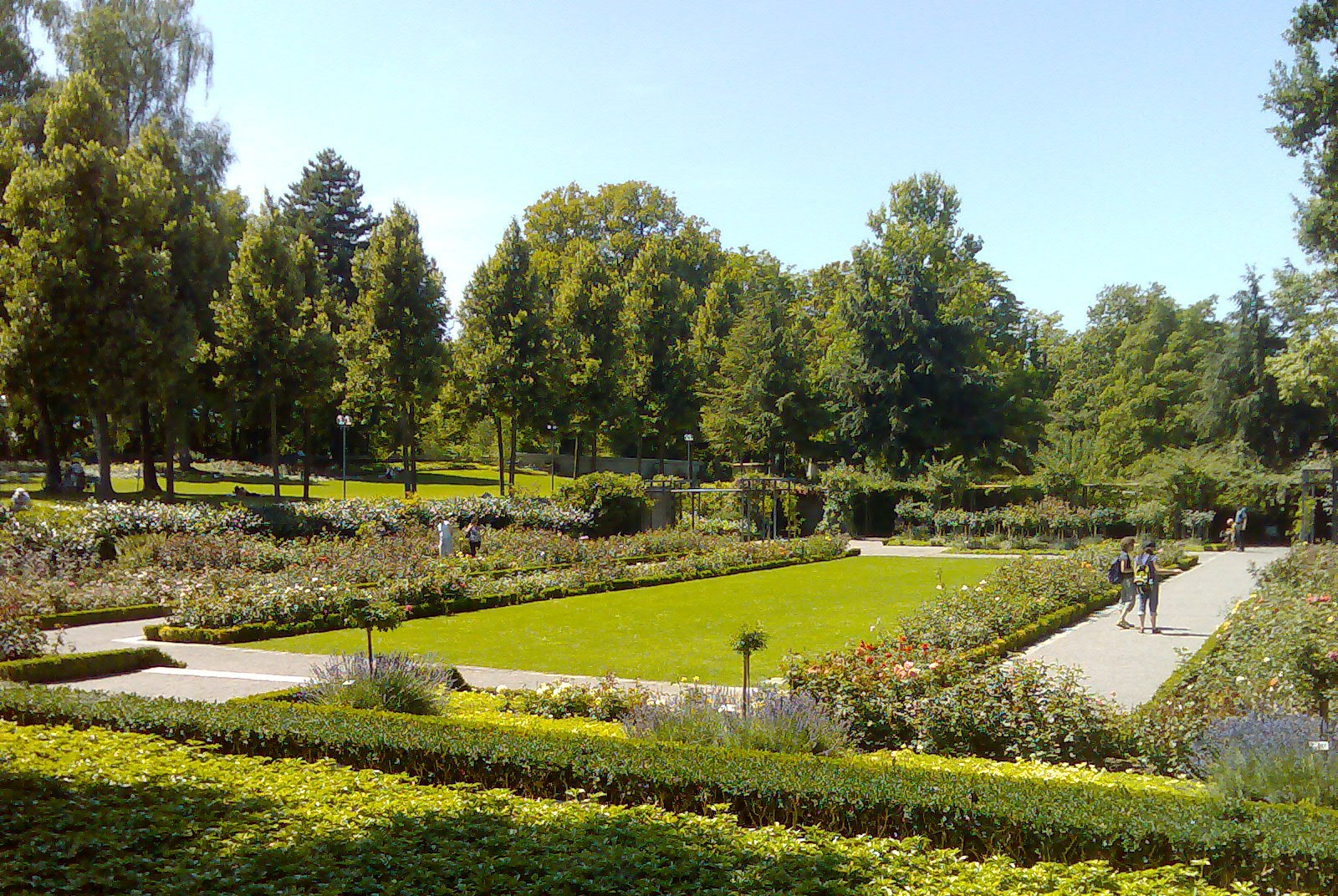
Vue de la roseraie de Berne.

La roseraie de Berne (Rosengarten Bern) est un jardin public et une roseraie située en Suisse, dans la partie nord-est de la vieille ville de Berne, le quartier de Schosshalde. Une vue agréable se dégage des hauteurs des jardins vers la vieille ville, la collégiale et la boucle de l'Aar. On y trouve un restaurant, une aire de jeux pour les enfants et une bibliothèque avec un jardin de lecture. 
L'endroit sert de cimetière (du nom de Schosshaldenfriedhof) de 1765 à 1877, et en 1913 il laisse la place à un grand jardin public. C'est à partir de 1917 que l'on commence à y planter des roses.
On y érige en 1918 près de l'étang deux groupes sculptés, Europe et Neptune de Karl Hänny. Le parc est redessiné en 1956. Un buste de Jeremias Gotthelf réalisé par Arnold Huggler en 1937 fait place à la nouvelle construction du restaurant d'été en 1960 et est déplacé devant le pavillon avec la bibliothèque. 
La roseraie cultive aujourd'hui 223 sortes de roses, 200 variétés d'iris et 28 sortes de rhododendrons. Les allées en croix sont plantées en 1997 de nouveaux tilleuls comme au temps de l'ancien cimetière. 